# Australisch curlingteam (vrouwen)
Het Australische curlingteam vertegenwoordigt Australië in internationale curlingwedstrijden.

## Geschiedenis
Australië nam voor het eerst deel aan een groot toernooi tijdens het Pacifisch-Aziatisch kampioenschap van 1991 in het Japanse Sagamihara. Australië kon de tweestrijd met Japan niet winnend afsluiten. Ook de komende vier edities beëindigde het Australische team op de tweede plaats. Na een jaartje afwezigheid bleek ook Nieuw-Zeeland sterker te zijn geworden dan Australië. Sindsdien ging het bergaf met het Australische team. Enkel in 2001 kon nog een medaille gewonnen worden, en Australië trok zich ook geregeld terug uit het Pacifisch-Aziatisch kampioenschap.
Het Pacifisch-Aziatisch kampioenschap werd in 2021 opgedoekt en vervangen door het pan-continentaal kampioenschap. In de eerste editie van dit toernooi eindigde Australië op de zesde plaats. Een jaar later eindigde Australië als achtste en laatste in de A-divisie en degradeerde het naar de tweede afdeling. In 2024 wist het land evenwel meteen terug te promoveren naar de A-divisie.
Op het wereldkampioenschap en de Olympische Winterspelen was het Australische curlingteam nog nooit vertegenwoordigd.

## Australië op het Pacifisch-Aziatisch kampioenschap
| Jaar | Plaats        | Skip          | WG            | W             | V             | PV            | PT            |
| ---- | ------------- | ------------- | ------------- | ------------- | ------------- | ------------- | ------------- |
| 1991 | 2             | Lyn Greenwood | ?             | ?             | ?             | ?             | ?             |
| 1993 | 2             | Lynn Hewitt   | ?             | ?             | ?             | ?             | ?             |
| 1994 | 2             | Ellen Weir    | 5             | 2             | 3             | 36            | 36            |
| 1995 | 2             | Lynn Hewitt   | 5             | 2             | 3             | 32            | 47            |
| 1996 | 2             | Ellen Weir    | ?             | ?             | ?             | ?             | ?             |
| 1997 | Geen deelname | Geen deelname | Geen deelname | Geen deelname | Geen deelname | Geen deelname | Geen deelname |
| 1998 | 3             | Lynn Hewitt   | ?             | ?             | ?             | ?             | ?             |
| 1999 | Geen deelname | Geen deelname | Geen deelname | Geen deelname | Geen deelname | Geen deelname | Geen deelname |
| 2000 | Geen deelname | Geen deelname | Geen deelname | Geen deelname | Geen deelname | Geen deelname | Geen deelname |
| 2001 | 3             | Helen Wright  | 9             | 4             | 5             | 73            | 59            |
| 2002 | 4             | Helen Wright  | 10            | 5             | 5             | 71            | 71            |
| 2003 | 4             | Helen Wright  | 8             | 4             | 4             | 52            | 62            |
| 2004 | 5             | Helen Wright  | 6             | 2             | 4             | 41            | 54            |
| 2005 | 6             | Helen Wright  | 6             | 1             | 5             | 27            | 53            |
| 2006 | Geen deelname | Geen deelname | Geen deelname | Geen deelname | Geen deelname | Geen deelname | Geen deelname |

| Jaar | Plaats        | Skip               | WG            | W             | V             | PV            | PT            |
| ---- | ------------- | ------------------ | ------------- | ------------- | ------------- | ------------- | ------------- |
| 2007 | 4             | Kim Forge          | 8             | 1             | 7             | 29            | 94            |
| 2008 | 5             | Kim Forge          | 8             | 0             | 8             | 29            | 77            |
| 2009 | 5             | Kim Forge          | 8             | 1             | 7             | 31            | 72            |
| 2010 | 5             | Kim Forge          | 8             | 0             | 8             | 30            | 78            |
| 2011 | Geen deelname | Geen deelname      | Geen deelname | Geen deelname | Geen deelname | Geen deelname | Geen deelname |
| 2012 | 4             | Laurie Weeden      | 13            | 4             | 9             | 64            | 112           |
| 2013 | 5             | Kim Forge          | 8             | 0             | 8             | 29            | 67            |
| 2014 | 5             | Kim Forge          | 9             | 1             | 8             | 50            | 78            |
| 2015 | Geen deelname | Geen deelname      | Geen deelname | Geen deelname | Geen deelname | Geen deelname | Geen deelname |
| 2016 | 5             | Jennifer Westhagen | 7             | 3             | 4             | 63            | 62            |
| 2017 | 6             | Helen Williams     | 10            | 0             | 10            | 33            | 101           |
| 2018 | 5             | Tahli Gill         | 6             | 2             | 4             | 29            | 64            |
| 2019 | 6             | Lauren Wagner      | 7             | 2             | 5             | 41            | 65            |
| 2021 | Geen deelname | Geen deelname      | Geen deelname | Geen deelname | Geen deelname | Geen deelname | Geen deelname |

## Australië op het pan-continentaal kampioenschap
| \| Jaar \| Plaats \| Skip \| WG \| W \| V \| PV \| PT \| \| ---- \| ------ \| ------------------ \| -- \| - \| - \| -- \| -- \| \| 2022 \| 6 \| Jennifer Westhagen \| 8 \| 3 \| 5 \| 42 \| 73 \| \| 2023 \| 8 \| Jennifer Westhagen \| 7 \| 1 \| 6 \| 35 \| 60 \| \| 2024 \| 9 \| Helen Williams \| 9 \| 8 \| 1 \| 81 \| 33 \| |        |                    |    |   |   |    |    |
| Jaar | Plaats | Skip               | WG | W | V | PV | PT |
| 2022 | 6      | Jennifer Westhagen | 8  | 3 | 5 | 42 | 73 |
| 2023 | 8      | Jennifer Westhagen | 7  | 1 | 6 | 35 | 60 |
| 2024 | 9      | Helen Williams     | 9  | 8 | 1 | 81 | 33 |

Andorra · Australië · België · Brazilië · Bulgarije · Canada · China · Chinees Taipei · Denemarken · Duitsland · Engeland · Estland · Filipijnen · Finland · Frankrijk · Groot-Brittannië · Hongarije · Hongkong · Ierland · Italië · Jamaica · Japan · Kazachstan · Kenia · Kroatië · Letland · Litouwen · Luxemburg · Mexico · Nederland · Nieuw-Zeeland · Nigeria · Noorwegen · Oekraïne · Oostenrijk · Polen · Portugal · Qatar · Roemenië · Rusland · Schotland · Servië · Slovenië · Slowakije · Spanje · Thailand · Tsjechië · Tsjecho-Slowakije · Turkije · Verenigde Staten · Wales · Wit-Rusland · Zuid-Korea · Zweden · Zwitserland